# Новогрудський район
Новогру́дський райо́н — адміністративна одиниця Білорусі, Гродненська область.

## Відомі особистості
У районі народився:
- Басюк Іван Олександрович (* 1942) — білоруський історик.